# افسانه ماه و ستاره
افسانه ماه و ستاره (به چینی: 星月童話) یک فیلم عاشقانه و اکشن هنگ کنگی-ژاپنی محصول سال ۱۹۹۹ به کارگردانی دانیل لی با بازی لسلی چونگ، تاکاکو توکیوا و میشل یئو است.

## داستان
هیتومی ژاپنی (با بازی تاکاکو توکیوا) و نامزدش تاتسویا (لسلی چونگ) توافق کردند که با هم در هنگ کنگ زندگی کنند. متأسفانه تاتسویا نیز در یک حادثه رانندگی کشته می‌شود. هیتومی مجبور شد به تنهایی به محل سکونت خود در هنگ کنگ برسد و به‌طور اتفاقی با شی جیابائو (لسلی چونگ)، یک نیروی پلیس مخفی که ظاهری مشابه تاتسویا دارد، روبرو می‌شود.
بعدها جیابائو طی عملیاتی توسط همکارانش تحت تعقیب قرار گرفت، اما هیتومی جان خود را برای نجات و مراقبت از او داد. در آستانه مرگ و زندگی، هر دو مخفیانه عاشق یکدیگر شدند.